# Srednjoamerička Federalna Republika
Srednjoamerička Federalna Republika (špa. "Provincias Unidas del Centro de América") bila je federalna republika, koja je postojala neposredno nakon oslobođenja regije Srednje Amerike od kolonijalne vlasti od 1823. do 1839.
Prostirala se na teritoriju današnjih država: Gvatemale, Salvadora, Hondurasa, Nikaragve i Kostarike pod imenom Ujedinjene provincije Srednje Amerike. Od 1824. godine mijenja ime u Srednjoamerička Federalna Republika (špa. República Federal de Centroamérica). Glavni grad je prvotno bio Gvatemala, a kasnije San Salvador. Godine 1838. osniva se šesta država, Los Altos s glavnim gradom Kecaltenangom, od zapadnih teritorija Gvatemale.
Prva država koja se izdvojila bila je Kostarika, 1829. U razdoblju između 1838. i 1840., zemlju je zahvatio građanski rat. Honduras i Nikaragva izdvojile su se 1838. Gvatemala se odvojila 1839. i prisvojila je državu Los Altos. Do kraja 1839. godine, država je prestala postojati.